# Julian Pollersbeck
Julian Pollersbeck (ur. 16 sierpnia 1994 w Altötting) – niemiecki piłkarz grający na pozycji bramkarza we francuskim klubie Olympique Lyon.